# Issi-Adad-anenu
Issi-Adad-anenu (akad. Issi-Adad-anēnu), też Itti-Adad-anenu (akad. Itti-Adad-anēnu) – wysoki dostojnik, gubernator prowincji Megiddo za rządów asyryjskiego króla Asarhaddona (680-669 p.n.e.); według Asyryjskiej kroniki eponimów w 679 r. p.n.e. pełnił też urząd limmu (eponima).